# Lagoftalmos
Lagoftalmos o lagoftalmia es un padecimiento caracterizado por la insuficiencia de los músculos parpebrales, lo que lleva a la imposibilidad de cerrar completamente los párpados. Puede afectar únicamente a un ojo que es lo más habitual, o a ambos. Cuando el ojo se encuentra expuesto permanentemente al exterior y no existe parpadeo, la película lagrimal que lo cubre tiende a desaparecer, provocando sequedad ocular, lo cual causa infecciones y úlceras en la córnea que pueden afectar seriamente la visión.

Las causas del lagoftalmos son diversas, una de las más habituales es la existencia de parálisis facial que ocasiona la caída del párpado inferior e imposibilita la función del músculo orbicular de los párpados. En ocasiones es la consecuencia de una intervención quirúrgica que se realiza sobre el párpado, por ejemplo para extirpar un tumor, o para practicar una blefaroplastia. También puede estar ocasionado por exoftalmos, cicatrices secuelas de traumatismos o quemaduras que afectan al párpado. Para el tratamiento es imprescindible la utilización de colirios con lágrimas artificiales con el objetivo de que el ojo permanezca lubricado. Cuando el lagoftalmos no se recupera espontáneamente, puede tratarse mediante la colocación de una pesa de oro situada en el párpado superior, la cual gracias a su peso y al efecto de la fuerza de gravedad, favorece el cierre completo de la hendidura palpebral.